# Heterometrus indus
Heterometrus indus ist ein auf Sri Lanka endemischer Skorpion der Familie Scorpionidae.

## Merkmale
Adulte Tiere sind über den ganzen Körper rötlich bis grünlich schwarz gefärbt und erreichen eine Länge von 90 bis 130 mm. Die Proportionen der Pedipalpen zeigen keinen Sexualdimorphismus. Ihre Cheliceren sind an der Oberseite behaart und haben eine rundliche Form. Bei adulten Tieren reicht ihr Verhältnis von Länge zu Breite von 1,8 bis 2,0. Sie sind ungekielt aber vollständig mit Granulen bedeckt, die vielfach ineinander übergehen und so den Eindruck von Linien vermitteln. Der Carapax ist normalerweise glatt und glänzend und hat nur gelegentlich Granulen an den Rändern. Die Anzahl der Kammzähne der Pectines beträgt bei beiden Geschlechtern 11 bis 15. Das zweite Segment des Metasomas ist länger als breit. Das vierte Segment ist kürzer als ein Femur der Pedipalpen, während das fünfte Segment etwa die gleiche Länge wie ein Femur hat. Am Telson ist die Giftblase in den meisten Fällen länger als der Stachel.

## Verbreitung und Lebensraum
In der Erstbeschreibung und in zahlreichen späteren Veröffentlichungen wurde als Verbreitungsgebiet von Heterometrus indus Indien angegeben, darauf geht auch die Namensgebung zurück. Einzelne Autoren nannten darüber hinaus fälschlich Java und Mosambik als Fundorte. Sri Lanka als tatsächlicher Fundort wurde bereits 1800 von Johann Friedrich Wilhelm Herbst und 1900 von Reginald Innes Pocock genannt, dennoch wurden in der Fachliteratur bis in das 21. Jahrhundert indische Skorpione anderer Artzugehörigkeit als Heterometrus indus bezeichnet. Das Vorkommen der Art ist auf Sri Lanka begrenzt. Dieses Verbreitungsgebiet teilt sie sich mit drei weiteren Vertretern der Gattung Heterometrus, Heterometrus gravimanus und Heterometrus swammerdami, die beide auch in Indien vorkommen, und dem ebenfalls auf Sri Lanka endemischen Heterometrus serratus. Jüngste Nachforschungen legen nahe, dass Heterometrus indus vorrangig im Zentrum Sri Lankas und Heterometrus serratus im südlichen Inselteil verbreitet ist.

## Lebensweise
Heterometrus indus lebt als Bodenbewohner im Unterholz der tropischen Regenwälder, wurde aber auch in der Nähe von Siedlungen und in Gebäuden gefunden. Tagsüber ruhen die Tiere gelegentlich unter der Rinde von Totholz und unter Steinen, aber wahrscheinlich gräbt Heterometrus indus wie andere Vertreter der Gattung kurze Bauten. Die weiblichen Tiere tragen nach der Geburt Dutzende Jungtiere bis nach der ersten Häutung auf dem Rücken.

## Systematik

### Erstbeschreibung
Der schwedische Naturforscher Carl De Geer beschrieb die Art 1778 in dem Skorpionen und Pseudoskorpionen gewidmeten Teilband seines 7-bändigen Werkes über Insekten (Mémoires pour servir à l’histoire des Insectes) als Scorpio indus. Als Typuslokalität gab er lediglich „India“ an. Der Holotypus befindet sich im Naturhistoriska Riksmuseet in Stockholm. Vermutlich handelt es sich um ein weibliches Exemplar, es ist mittlerweile ausgetrocknet und beschädigt.

### Synonyme (chronologisch)
- Scorpio indicus (auch Heterometrus indicus, Pandinus indicus): in der 1748 erschienenen sechsten Auflage seiner Systema naturae führte der schwedische Naturforscher Carl von Linné drei Arten von Skorpionen auf, deren Namen er von der vermuteten Herkunft ableitete: Scorpio indicus, Scorpio africanus und Scorpio italicus.[15] 1754 veröffentlichte Linné ein Inventar der Naturaliensammlung des schwedischen Königs Adolf Friedrich. Darin wurden nunmehr vier Skorpione sehr knapp beschrieben und benannt, Scorpio africanus, Scorpio americanus, Scorpio europaeus (mit der Herkunft „Italia“) und Scorpio indicus (mit der Herkunft „Asia“).[16] Als vor 1758 veröffentlichter Name war Scorpio indicus eigentlich nicht mehr für die zoologische Nomenklatur verfügbar. Das änderte sich, als der deutsche Entomologe Ferdinand Karsch 1884 einen Bestimmungsschlüssel für die Arten der Gattung Pandinus veröffentlichte, in dem auch Pandinus indicus aufgeführt war.[17] Diese in ihrer Konsequenz wohl unbeabsichtigte Veröffentlichung einer gültigen Artbeschreibung machte Linnés Artepitheton indicus wieder verfügbar.[18] 1899 erklärte Karl Kraepelin den mehrere zwischenzeitlich beschriebene Arten umfassenden Scorpio indicus zum Synonym dieser Arten, unter anderem von Heterometrus indus.[13][19]

- Scorpio afer (auch Scorpio (Buthus) afer, Heterometrus afer): 1758 beschrieb Carl von Linné in der zehnten Auflage seiner Systema naturae fünf Arten der Skorpione, für die er wiederum die Herkunft und in sehr knapper Form taxonomische Merkmale benannte. Zu diesen fünf Arten gehörte auch Scorpio afer aus Indien.[20] Mit seiner Erstbeschreibung von Heterometrus indus, noch als Scorpio indus, erklärte Carl de Geer 1778 Scorpio afer Linnaeus, 1758 zum Synonym von Scorpio indus.[2][13] Der Name Scorpio afer wurde indessen weiter in der Literatur verwendet. 1894 erfolgte durch Karl Kraepelin in seiner Revision der Skorpione erneut eine Synonymisierung, nunmehr mit Scorpio indicus.[21]

- Scorpio indus (auch Palamnaeus indus): diese 1778 von De Geer bei seiner Beschreibung vergebene Kombination wurde hinfällig, als Kraepelin die Art in die Gattung Heterometrus stellte.[19] Im 1900 von Pocock veröffentlichten Arachniden-Band der Fauna of India stellte Pocock Scorpio indus in die Gattung Palamnaeus, die zu diesem Zeitpunkt bereits ein Synonym von Heterometrus war.[6]

- Scorpio ceylonicus (auch Pandinus ceylonicus, Palamnaeus ceylonicus): der Name wurde erstmals von Johann Friedrich Wilhelm Herbst in seiner 1800 erschienenen Naturgeschichte der Skorpionen, dem vierten und letzten Band des Natursystem der ungeflügelten Insekten, vergeben.[5] Mehrere Autoren des 19. Jahrhunderts verwendeten den auf die tatsächliche Herkunft verweisenden Namen, der 1899 von Kraepelin zum Synonym von Heterometrus indus gemacht wurde.[13][19]

- Buthus megacephalus (auch Pandinus megacephalus, Scorpio megacephalus): Zwischen 1831 und 1847 veröffentlichten Carl Wilhelm Hahn und Carl Ludwig Koch ihr 16-bändiges Werk Die Arachniden in 94 Lieferungen. Zu den zahlreichen darin erstmals beschriebenen Arten gehörte im dritten Band von 1836 auch Buthus megacephalus,[22] der 1876 von Tamerlan Thorell mit Heterometrus indus synonymisiert wurde.[23] Dennoch wurde der Name Scorpio megacephalus noch 1893 von Pocock in einer Veröffentlichung über indische Skorpione verwendet.[24]

- Buthus caesar (auch Pandinus caesar, Scorpio caesar, Heterometrus caesar, Palamnaeus caesar): Die Art wurde 1841 von Carl Ludwig Koch beschrieben[25] und bereits 1872 von Simon zum Synonym von Heterometrus afer erklärt.[26] Auch dieser Name wurde weiter verwendet, bis in die Mitte des 20. Jahrhunderts, wobei die vermeintliche Art in verschiedene Gattungen gestellt wurde.[13]

- Scorpio crassimanus: Dieses kurzlebige Synonym wurde von Léon Becker im Jahr 1880 beschrieben[27] und bereits 1899 von Karl Kraepelin mit Scorpio ceylonicus[19] und 1981 von H. W. C. Couzijn mit Heterometrus indus synonymisiert.[28]

- Heterometrus (Heterometrus) spinifer solitarius: Diese 1981 von Couzijn beschriebene Unterart von Heterometrus spinifer wurde von František Kovařík et al. 2016 zum Synonym von Heterometrus indus erklärt.[28][29]

Heterometrus serratus wurde 1900 von Pocock als Palamnaeus serratus beschrieben. Er wurde von verschiedenen Autoren als gültig betrachtet und zuletzt in die Gattung Heterometrus gestellt. Die Art galt seit der Revision von Couzijn 1981 als Synonym von Heterometrus indus. Mithilfe von Exemplaren, die während einer Expedition im Jahr 2015 gefundenen wurden, konnte Heterometrus serratus als zweite auf Sri Lanka endemische Art der Gattung Heterometrus bestätigt werden.

### Revisionen
Der von De Geer 1778 Scorpio indus genannte Skorpion wurde 1899 von Karl Kraepelin in die Gattung Heterometrus gestellt. Der niederländische Arachnologe H. W. C. Couzijn beschrieb für die Gattung Heterometrus 1981 im Rahmen seiner Revision die neue Untergattung Srilankametrus Couzijn, 1981, in die er auch Heterometrus indus aufnahm. Die 1978 und 1981 von Couzijn beschriebenen Untergattungen wurden im Jahr 2004 von František Kovařík mit Heterometrus synonymisiert.

### Unterarten
H. W. C. Couzijn beschrieb 1981 zwei Unterarten, Heterometrus (Srilankametrus) indus indus als Nominatform und Heterometrus (Srilankametrus) indus laevitensus Couzijn, 1981. František Kovařík erklärte in seiner Revision von 2004 die Unterart Heterometrus (Srilankametrus) indus laevitensus zum Synonym von Heterometrus gravimanus (Pocock, 1894).